# Кристиан Сапата
Кристиан Едуардо Сапата Валенсия (на испански: Cristián Zapata) е колумбийски футболист, играе като централен защитник и се състезава за колумбийския Атлетико Букараманга.

## Клубна кариера

### Удинезе
Сапата подписва с италианския Удинезе от Депортиво Кали на 31 август 2005 г., заедно със съотборника си Абел Агийяр. На 18 септември 2006 г. подписва нов договор с клуба, увеличавайки заплатата си. През този сезон изиграва 35 мача за клуба. През октромври 2007 г. подписва нов договор заедно с Андреа Досена, Роман Еременко и Симоне Пепе. През 2008 г. получава тежка контузия и е извън игра 6 месеца.

### Виляреал
След сезон 2010/11 медиите съобщават, че много клубове се борят за подписа на Сапата. На 12 юли 2011 г. Сапата подписва договор с испанския Виляреал.
Дебютът си за Виляреал прави на 17 август 2011 г. срещу датския Оденсе в мач от квалификацииите за Шампионска лига.
Сапата се превръща в титуляр още в дебютния си сезон за Виляреал, но не успява да помогне на отбора си, който завършва на 18-о място в Примера дивисион и изпада в по-долното ниво.

### Милан
На 8 август 2012 г. Виляреал съобщава, че Сапата преминава в италианския вицешампион Милан под наем за един сезон. От Милан съобщават, че има фиксирана цена и имат опцията да го закупят след края на сезона. Сапата играе с номер 17 в Милан.

### Дженоа
На 2 юли 2019 г. Сапата подписва двугодишен договор с клуба от Серия А „Дженоа“ за безплатен трансфер. След пристигането си той става първият колумбийски играч, който подписва с „Дженоа“.

## Национален отбор
Сапата е основна част от състава на Колумбия до 20 години на първенството през 2005 г., но достигат само до осминафиналите, губейки от Аржентина.
Дебютът си за Колумбия прави през 2007 г. Изиграл е 15 мача с националната фланелка.